# Brian Kendrick
Brian David Kendrick (Fairfax, 29 maggio 1979) è un wrestler statunitense.
Kendrick è noto maggiormente per i suoi trascorsi in WWE, dove ha detenuto una volta il Cruiserweight Championship, il WWE Tag Team Championship, fu il WWE Champion temporaneo nel 2008 e il World Tag Team Championship (entrambi con Paul London).

## Carriera

### Gli esordi (2000–2003)
Nel 1999, Kendrick si trasferisce in Texas, iniziando ad allenarsi nella NWA Southwest e presso l'accademia Texas Wrestling Alliance di Shawn Michaels. Qui adotta il ring name di Spanky. L'8 ottobre 1999, fa ufficialmente il suo debutto, affrontando Bryan Danielson finito in un No Contest dopo 10 minuti di tempo limite. Nel 2000, firma con la World Wrestling Federation, trasferendosi nella Memphis Championship Wrestling, la federazione di sviluppo, ma venendo rilasciato con la chiusura della promotion. Kendrick conquista il MCW Southern Light Heavyweight Championship battendo American Dragon. Con Dragon, vince poi anche gli MCW Southern Tag Team Championship, diventando doppio campione. Perdono i titoli contro i Dupps e il Team si scioglie. Il 30 dicembre, il Light Heavyweight Title viene reso vacante dopo un match contro Derrick King. Nel match per il titolo vacante, Kendrick sconfigge King diventando un due volte campione. Dopo averlo perso contro Tyler Gates, lo riconquista l'11 maggio. Il 1º giugno, viene definitivamente privato del titolo, che nell'occasione, viene abbandonato, facendo di Spanky l'ultimo campione.
Nell'ottobre 2001, combatte contro Danielson nel primo round del King Of the Indies Tournament 2001, ma perde. Il pubblico fa però una standing ovation ai due dopo il match, per la grande qualità tecnica mostrata. Il 23 febbraio 2002, nel primo show della Ring of Honor, vince un match, guadagnandosi un contratto. Compete anche nella Heartland Wrestling Association, All Pro Wrestling e anche in Giappone, lottando nella Pro Wrestling ZERO1, dove lotta come Leonardo Spanky, in seguito alla sua somiglianza con Leonardo DiCaprio. Il 29 giugno, conquista l'1NWA International Junior Heavyweight Championship.

### World Wrestling Entertainment (2003–2004)
Assegnato al roster di SmackDown!, Brian Kendrick fa il suo debutto il 9 gennaio 2003, a Velocity con la gimmick di una mascotte della squadra della città in cui era. Continua a portare avanti la gimmick, apparendo ogni volta sotto diverse identità e indossando varie maschere. Dopo aver recitato la parte di un messaggero di Big Show per The Undertaker, per impressionare la GM di SmackDown! Stephanie McMahon, subisce una Last Ride Powerbomb dal becchino. Il 1º maggio 2003, viene rivelato che il suo ring name sarà Spanky e inizia subito una rivalità con John Cena, interrompendo il suo promo Rap, dicendo che la sua musica Hip-Hop è decisamente migliore. La faida si chiude male per Spanky che perderà ogni incontro con Cena, sia a Velocity che a SmackDown!. Il 30 ottobre, forma un Tag Team con Paul London, che però avrà breve durata dato che il 13 gennaio 2004, chiede e ottiene il rilascio per andare a combattere in Giappone.

### Total Nonstop Action Wrestling (2004–2005)
Kendrick passa una breve stint con la Total Nonstop Action Wrestling e nel novembre 2004 sconfigge Frankie Kazarian, Evan Bourne e Amazing Red in un Fatal 4-Way Match. Dopo essere ritornato nella ROH, debutta anche nella Full Impact Pro il 17 dicembre 2004, vincendo la Florida Rumble. Durante un suo match contro un altro ex WWE, James Gibson, riceve una standing ovation. Nella ROH, pur ricevendo varie title shot ai ROH Pure Championship, ROH World Championship e ROH World Tag Team Championship, non riesce a conquistare nessuno di questi titoli e, nel luglio 2005, annuncia la sua nuova firma per la World Wrestling Entertainment. Prima di trasferirsi di nuovo in WWE, vince insieme a Sal Rinauro i FIP Tag Team Championship, salvo perderli un mese dopo contro gli Heartbreak Express.

### Ritorno in WWE (2005–2009)
Nel luglio 2005, Kendrick annuncia il suo imminente ritorno in WWE, tornando sul ring il 22 agosto 2005, nel corso di un House Show a Città del Capo valido per il WWE Cruiserweight Championship, perdendo l'incontro. Appena tornato, riforma subito il tag team con Paul London il 30 settembre a Velocity. Battendo varie coppie, diventando primi sfidanti ai titoli di coppia detenuti da MNM (Johnny Nitro e Joey Mercury), ma non riusciranno a vincere. Dopo varie vittorie di London e Kendrick in singolo contro i due campioni, a Judgment Day, sconfiggono gli MNM in un Six-man Tag Team match insieme ad Ashley Massaro, vincendo per la prima volta il WWE Tag Team Championship. Da campioni, iniziano una rivalità con Aaron Stevens e K.C. James e la Massaro, divenuta ormai loro manager, contro Michelle McCool, manager dei due avversari. Diventano i campioni più longevi il 14 ottobre, superando il precedente regno degli MNM durato 145 giorni. Tuttavia, perdono spesso i loro incontri contro William Regal e Dave Taylor. Pur perdendo contro Regal entrambi, Kendrick riesce a battere Taylor a Velocity.
Ad Armageddon, London e Kendrick difendono i loro titoli in un Fatal 4-Way Ladder Match contro Regal e Taylor, gli MNM e gli Hardy Boyz. Il 2 febbraio 2007, vengono sconfitti da Domino e Deuce ma riescono comunque a mantenere le cinture anche a No Way Out. Tuttavia, nell'edizione di SmackDown! del 20 aprile, perdono i titoli contro Deuce e Domino. Nel match, London sbaglia un Moonsault e si infortuna, lasciando Kendrick a combattere un Handicap Match. I tentativi di riconquistare i titoli, uno in un Triple Treath Tag Team Match insieme a Regal e Taylor e uno il 15 giugno in un match di coppia normale, vanno tutti a vuoto.
Kendrick passa al roster di Raw insieme a London con la Supplementar Draft 2007. Il 18 giugno, battono Shelton Benjamin e Charlie Haas nel loro match di debutto. II 3 settembre, vincono un Triple Treath Tag Team Match, diventando primi sfidanti al World Tag Team Championship detenuti da Lance Cade e Trevor Murdoch. Il 5 settembre, nel corso di un House Show, London e Kendrick sconfiggono Cade e Murdoch, conquistando i titoli, salvo perderli solamente tre giorni dopo. Riprovano a conquistare le cinture ad Unforgiven, ma non ci riescono. Successivamente, i due vengono relegati ad Heat, show secondario di Raw, fino a quando London non si infortuna. Kendrick incassa quindi una serie di sconfitte, non riuscendo a lanciare la sua carriera da singolo. Nel febbraio 2008, London fa il suo ritorno ma Kendrick lo abbandona durante un 2-on-1 Handicap Match contro Umaga. Ciò non sembra avere ripercussioni sul Team, che sconfiggendo Charlie Haas e Robbie McAllister a Heat, si dichiarano pronti per i titoli di coppia. Dopo aver sconfitto i campioni Hardcore Holly e Cody Rhodes a Heat, a Raw non riescono a conquistare le cinture.
Nella Supplemental Draft 2008, Kendrick ritorna al roster di SmackDown, mentre London rimane a Raw. Questo causa la fine del team. Il 18 luglio 2008 fa il suo ritorno da Heel, insieme al suo nuovo bodyguard, il debuttante Ezekiel Jackson, sconfiggendo agilmente Jimmy Wang Yang. La Settimana dopo sconfigge anche Shannon Moore. Il 1º agosto a Smackdown sconfigge Steven Richards. Settimana seguente sconfigge anche Super Crazy. Continua a vincere il 15 agosto contro Scotty Goldman. Il 22 agosto, a SmackDown, vince una Battle Royal a 10 uomini qualificandosi per lo Scramble Match di Unforgiven per il WWE Championship. Il 5 settembre a Smackdown perde senza alcuna sorpresa contro Jeff Hardy. Al PPV, pur riuscendo a diventare campione ad interim per un lungo periodo, non gli viene riconosciuto il regno, come da regolamento. Nella puntata di Smackdown del 12 settembre viene inserito nel Main Event, in un Fatal 4 Way per il numero 1 Contender (WWE Title) contro, Jeff Hardy, MVP e Shelton Benjamin ma viene sconfitto. Settimana dopo perde contro Jeff Hardy. Perde anche la Settimana dopo insieme a MVP contro, Hardy e Triple H. Il 3 ottobre perde insieme a JBL, Kane e MVP contro, Jeff Hardy, Batista, Finlay e Rey Mysterio. Il 24 ottobre torna alla vittoria sconfiggendo Super Crazy. Ma perderà contro Jimmy Wang Yang la settimana dopo. Il 14 novembre Ottiene un'altra buona vittoria contro Carlito. Mentre la settimana successiva, insieme a Ezekiel Jackson, Batte Carlito e Primo. Il 28 novembre però perde in un Beat the Clock Challenge contro Jeff Hardy. Nella puntata del 12 dicembre sconfigge Primo. Nell'ultima puntata del 2008 di Smackdown perde contro Carlito. Inizia però il 2009 sconfiggendo con Ezekiel Jackson, Jesse & Festus. La settimana dopo tenta di conquistare i titoli di coppia contro, Carlito e Primo, ma vengono sconfitti. Il 16 gennaio perde in singolo contro R-Truth. Stessa cosa accade il 30 gennaio. partecipa anche alla sua prima Royal Rumble, entrando col numero 29 e venendo eliminato da Triple H. Il 6 febbraio combatte in una Battle Royal di qualificazione per l'Elimination Chamber, ma viene eliminato, La stessa sera combatte insieme a John Morrison e The Miz, contro The Colóns & R-Truth, vincendo. Il 13 marzo perde in un match di qualificazione per il Money in the Bank contro, Finlay. Mentre il 20 marzo perde un Extreme Rules Match contro Jeff Hardy.
Il 13 agosto 2009, Kendrick torna a Raw con il Draft 2009, mentre Jackson va alla ECW. IL 13 aprile perde contro Kane. Lotta a Raw il 27 aprile, perdendo però contro Kofi Kingston. Il 4 maggio perde contro Carlito. Ma la Settimana dopo sconfigge lo stesso Carlito. Prova poi a Sconfiggere, Carlito e Primo, insieme a Goldust ma perde il match. Settimana Seguente perde anche, contro Goldust e Hornswoggle, insieme a Festus. Il 4 giugno perde a Superstars insieme a Jamie Noble contro, Goldust & Hornswoggle. L'8 giugno perde, insieme a Chavo Guerrero e Jamie Noble, contro Santino Marella, Goldust & Festus. Il 2 luglio a Superstars perde anche contro, Santino Marella. Il 20 luglio perde anche contro Jerry Lawler. Il 27 perde contro Kofi Kingston. viene rilasciato dalla WWE il 30 luglio 2009.

### Circuito indipendente (2009–2010)
Kendrick firma poi con la Dragon Gate USA, perdendo il suo match di debutto contro CIMA. Il 28 agosto, fa il suo ritorno anche nella Pro Wrestling Guerrilla, sconfiggendo Bryan Danielson dopo un Low Blow. Alleandosi con gli Young Bucks, inizia una rivalità con El Generico, Colt Cabana e Kenny Omega. Il 19 dicembre, viene anche annunciato il suo imminente ritorno nella Ring of Honor, dove perde però contro Roderick Strong.
Il 30 gennaio 2010, a WrestleReunion 4, gli Young Bucks tradiscono Kendrick attaccandolo, ma egli viene salvato dal suo ex tag team partner Paul London, riformando il Team e sconfiggendo anche gli Young Bucks. Il 27 marzo 2010, Kendrick viene sconfitto da Jimmy Jacobs in un Loser Leaves Company Tag Team Match dove il compagno di Kendrick era London mentre quello di Jacobs era Jack Evans. Come risultato, Kendrick lascia la compagnia.

### Ritorno in TNA (2010–2011)
Il 17 gennaio 2010, Kendrick fa il suo ritorno nella Total Nonstop Action Wrestling a Genesis, usando il suo vero nome come ring name e perdendo un match valido per il TNA X Division Championship contro Amazing Red. La gimmick era simile a quella di The Brian Kendrick usata in WWE. Il 7 aprile 2010, Dixie Carter annuncia la firma di Kendrick con la compagnia di Orlando. Il 3 maggio 2010, Kendrick effettua un Turn Face dopo aver avuto un litigio con il suo tag team partner Douglas Williams dopo un match avuto contro Jesse Neal e Shannon Moore, ma Samoa Joe esce dallo stage e attacca sia Kendrick che Williams. La settimana dopo, Kendrick si prende la sua prima vittoria in singolo, sconfiggendo Williams grazie anche ad una distrazione causata da Frankie Kazarian. A Slammiversary, non riesce a vincere l'X Division Championship contro il campione Williams. Ci riprova a Victory Road, ma Williams mantiene ancora la cintura dopo un Ultimate X Division Submission Match. Il 2 settembre, a Impact, Kendrick si unisce alla EV 2.0, una stable formata da ex wrestler della defunta Extreme Championship Wrestling. A Bound for Glory, interviene nel Lethal Lockdown Match, facendo vincere i suoi compagni. A Turning Point, la EV 2.0 mette in palio la sua permanenza in TNA contro la Fortune. Kendrick, nel match, viene immediatamente eliminato da Douglas Williams e la Fortune vincerà il match, con Sabu che verrà licenziato.
Dopo lo scioglimento della stable, Kendrick lotta prevalentemente negli House Shows, prima di ritornare il 17 aprile 2011, lottando un
X Division number one contender's Xscape match, dove viene sconfitto da Max Buck. Il 5 maggio, a Impact, insieme a i Generation Me e Amazing Red fa una protesta ufficiale per la X Division, in seguito al licenziamento del talento Jay Lethal. Il 12 giugno, a Slammiversary, non riesce a vincere l'X Division Championship, ma ci riesce a Destination X, dove sconfigge Abyss il campione e Frankie Kazarian in un Triple Treath Match, conquistando il titolo. Lo difende contro Alex Shelley, anche se Austin Aries gli facilita la vittoria con le sue interferenze. Vince la rivalità con Abyss, battendolo in un Ultimate X Match. Il 7 agosto, a Hard Justice, difende il titolo contro Austin Aries e Alex Shelley in un Triple Treath Match, ma a No Surrender, perde il titolo contro Aries. Il 29 settembre, a Impact, si ottiene il diritto di poter sfidare nuovamente Aries dopo aver vinto un Ladder Match a 5 uomini. A Bound for Glory, Aries sconfigge Kendrick in quella che è stata l'ultima sua apparizione in TNA.

### New Japan Pro-Wrestling (2011–2014)
Il 18 giugno 2011 Brian Kendrick fa il suo debutto a sorpresa nella New Japan Pro-Wrestling lottando insieme a Gedo e Jado. I tre partecipano anche al J Sports Crown 6 Man Openweight Tag Team Tournament venendo subito eliminati da Hiroshi Tanahashi, Kushida e Mascara Dorada. Il 23 giugno, combatte in singolo contro Kushida, perdendo l'incontro. L'11 maggio 2012, ritorna nella NJPW, prendendo il posto di Davey Richards nel Best of the Super Juniors tournament. Kendrick qui vince cinque match su otto, ma perde il match finale contro Ryusuke Taguchi. Il 21 ottobre, insieme a Low Ki, entra nel Super Jr. Tag Tournament come i "Chaos World Wrestling Warriors". Tuttavia, vengono subito eliminati da Prince Devitt e Ryusuke Taguchi.

### Ritorno in WWE (2014–2022)
Ritorna nella WWE nel roster di NXT il 18 dicembre 2014 in un dark match contro Solomon Crowe uscendone sconfitto. Combatte on screen anche nella puntata del 25 febbraio 2015 perdendo nel Main Event contro Finn Bálor.
Il 23 giugno 2016 è stato annunciato che Kendrick avrebbe combattuto nel torneo indetto dalla WWE, il Cruiserweight Classic. Nei sedicesimi di finale Kendrick ha affrontato e sconfitto Raul Mendoza, mentre negli ottavi ha sconfitto Tony Nese. Il 26 agosto, durante i quarti di finale del torneo, Kendrick è stato sconfitto ed eliminato da Kōta Ibushi.
Il 14 settembre, con la chiusura del torneo Cruiserweight Classic, vinto da T.J. Perkins, Kendrick è tornato per la terza volta in WWE, dov'è stato assegnato al roster di Raw, come membro della divisione dei pesi leggeri. Nella puntata di Raw del 19 settembre ha fatto il suo debutto vincendo un Fatal 4-Way match che includeva anche Cedric Alexander, Gran Metalik e Rich Swann per determinare il contendente nº1 al Cruiserweight Championship di TJ Perkins, ottenendo dunque un match titolato per Clash of Champions. Il 25 settembre, a Clash of Champions, Kendrick ha affrontato TJ Perkins per il Cruiserweight Championship ma è stato sconfitto. Nella puntata di Raw del 3 ottobre Kendrick ha sconfitto TJ Perkins in un match non titolato. Nella puntata di Raw del 17 ottobre Kendrick, Drew Gulak e Tony Nese hanno sconfitto TJ Perkins, Cedric Alexander e Rich Swann. Nella puntata di Raw del 24 ottobre Kendrick è stato sconfitto da Rich Swann. Il 30 ottobre a Hell in a Cell Kendrick ha sconfitto TJ Perkins conquistando il Cruiserweight Championship per la prima volta (si tratta del primo titolo singolo vinto da Kendrick in WWE). Nella successiva puntata di Raw del 31 ottobre Kendrick è stato sconfitto da TJ Perkins per count-out ma ha comunque mantenuto il titolo. Nella puntata di Raw del 7 novembre Kendrick e il debuttante Noam Dar sono stati sconfitti da Rich Swann e Sin Cara. Nella successiva puntata di Raw del 14 novembre Kendrick ha sconfitto Sin Cara. Il 20 novembre a Survivor Series Kendrick ha sconfitto da Kalisto (atleta di SmackDown) per squalifica a causa dell'intervento di Baron Corbin ai danni dello stesso Kendrick, facendo sì che questi mantenesse il Cruiserweight Championship. Nella prima puntata di 205 Live Kendrick ha perso il Cruiserweight Championship a favore di Rich Swann dopo un mese esatto di regno. Nella puntata di 205 Live del 6 dicembre Kendrick è stato sconfitto da Rich Swann, fallendo l'assalto al Cruiserweight Championship. Nella puntata di Raw del 12 dicembre Kendrick ha sconfitto TJ Perkins. Il 14 dicembre, a Tribute to the Troops, Kendrick, Drew Gulak e Tony Nese sono stati sconfitti da Jack Gallagher, Rich Swann e TJ Perkins. Il 18 dicembre a Roadblock: End of the Line Kendrick non è riuscito a conquistare il Cruiserweight Championship in un Triple Treath match che includeva anche TJ Perkins e il campione Rich Swann poiché quest'ultimo ha mantenuto il titolo. Nella puntata di 205 Live del 20 dicembre Kendrick e Neville hanno sconfitto Rich Swann e TJ Perkins.
Nella puntata di Raw del 2 gennaio 2017 Kendrick è stato sconfitto da TJ Perkins. Nella puntata di Main Event del 12 gennaio Kendrick ha sconfitto Mustafa Ali. Nella puntata di Raw del 16 gennaio Kendrick è stato sconfitto da Cedric Alexander. Nella puntata di 205 Live del 24 gennaio Kendrick ha sconfitto facilmente il jobber Tripp Bradshaw. Nella puntata di 205 Live del 7 febbraio Kendrick ha sconfitto Lince Dorado e, nel post match, è stato colpito da Tajiri con la Green Mist. Nella puntata di 205 Live del 21 febbraio Kendrick ha sconfitto Akira Tozawa per count-out. Il 5 marzo, nel Kick-off di Fastlane, Kendrick e Noam Dar sono stati sconfitti da Akira Tozawa e Rich Swann. Nella puntata di Raw del 13 marzo Kendrick e Tony Nese hanno sconfitto Akira Tozawa e TJ Perkins. Nella puntata di 205 Live del 14 marzo Kendrick ha partecipato ad Fatal 5-Way Elimination match che comprendeva anche Akira Tozawa, Austin Aries, TJ Perkins e Tony Nese per determinare il contendente nº1 al Cruiserweight Championship di Neville a WrestleMania 33 ma è stato eliminato da Aries, che si è aggiudicato infine la contesa. Nella puntata di Raw del 20 marzo Kendrick ha sconfitto TJ Perkins. Nella puntata di 205 Live del 28 marzo Kendrick ha sconfitto Akira Tozawa tramite roll-up. Nella puntata di 205 Live del 4 aprile Kendrick è stato sconfitto da Akira Tozawa. Nella puntata di 205 Live dell'11 aprile Kendrick è stato sconfitto da Mustafa Ali. Nella puntata di 205 Live del 25 aprile Kendrick e Noam Dar sono stati sconfitti da Akira Tozawa e Rich Swann. Nella puntata di Raw del 1º maggio Kendrick, Noam Dar e Tony Nese sono stati sconfitti da Akira Tozawa, Gentleman Jack Gallagher e Rich Swann. Nella puntata di 205 Live del 9 maggio Kendrick è stato sconfitto da Akira Tozawa ma, nel post match, ha brutalmente attaccato quest'ultimo. Il 19 maggio, durante l'evento WWE UK Special, Kendrick e TJ Perkins hanno sconfitto Dan Moloney e Rich Swann. Nella puntata di 205 Live del 23 maggio Kendrick è stato sconfitto da Akira Tozawa in uno Street Fight. Kendrick è tornato nella puntata di 205 Live del 27 giugno dove è stato sconfitto da Gentleman Jack Gallagher per squalifica a causa della sua brutalità. Nella puntata di Main Event del 30 giugno Kendrick è stato sconfitto da Cedric Alexander. Nella puntata di Raw del 17 luglio Kendrick e Drew Gulak sono stati sconfitti da Gentleman Jack Gallagher e Mustafa Ali. Nella puntata di 205 Live del 18 luglio Kendrick ha sconfitto in poco tempo il jobber Devin Bennett. Nella puntata di 205 Live del 1º agosto Kendrick ha sconfitto Gentleman Jack Gallagher per squalifica. Nella puntata di Main Event del 4 agosto Kendrick e Drew Gulak sono stati sconfitti da Gran Metalik e Lince Dorado. Nella puntata di 205 Live del 15 agosto Kendrick ha sconfitto Mustafa Ali per squalifica a causa dell'intervento di Gentleman Jack Gallagher. Nella puntata di Main Event del 25 agosto Kendrick ha sconfitto Lince Dorado. Nella puntata di 205 Live del 29 agosto Kendrick ha sconfitto Gentleman Jack Gallagher in un No Disqualification match. Nella puntata di 205 Live del 5 settembre Kendrick ha partecipato ad un Fatal 5-Way Elimination match che comprendeva anche Cedric Alexander, Enzo Amore, Gran Metalik e Tony Nese per determinare il contendente nº1 al Cruiserweight Championship di Neville ma è stato eliminato da Alexander. Nella puntata di Main Event dell'8 settembre Kendrick e TJP sono stati sconfitti da Lince Dorado e Mustafa Ali. Nella puntata di 205 Live del 12 settembre Kendrick è stato sconfitto da Cedric Alexander per squalifica a causa dell'intervento di Gentleman Jack Gallagher ai danni di quest'ultimo; infatti, Gallagher ha effettuato un turn heel attaccando proprio Alexander e, successivamente, ha stretto la mano a Kendrick. Nella puntata di 205 Live del 19 settembre Kendrick è stato sconfitto da Cedric Alexander ma, nel post match, lo ha brutalmente attaccato assieme a Gentleman Jack Gallagher. Nella puntata di Raw del 9 ottobre Kendrick e Gentleman Jack Gallagher hanno sconfitto Cedric Alexander e Mustafa Ali. Il 22 ottobre, a TLC: Tables, Ladders & Chairs, Kendrick e Gentleman Jack Gallagher sono stati sconfitti da Cedric Alexander e Rich Swann. Nella puntata di 205 Live del 31 ottobre Kendrick è stato sconfitto da Rich Swann vestito da clown. Nella puntata di 205 Live del 14 novembre Kendrick e Gentleman Jack Gallagher sono stati sconfitti da Cedric Alexander e Rich Swann in un Tornado Tag Team match. Nella puntata di 205 Live del 5 dicembre Kendrick ha sconfitto Gran Metalik. Nella puntata di Main Event del 6 dicembre Kendrick è stato sconfitto da Akira Tozawa. Nella puntata di Main Event del 13 dicembre Kendrick e Gentleman Jack Gallagher sono stati sconfitti da Akira Tozawa e Gran Metalik. Nella puntata di 205 Live del 19 dicembre Kendrick e Gentleman Jack Gallagher sono stati sconfitti da Gran Metalik e Kalisto per squalifica. Nella puntata di Raw del 25 dicembre Kendrick è stato sconfitto da Hideo Itami. Subito dopo, Kendrick ha riportato una frattura al naso e ad un'orbita oculare causata dalla mossa finale di Itami, la GTS – Go-To-Sleep; questo lo porterà a rimanere fuori dalle scene per almeno due mesi. Nella puntata di 205 Live del 17 aprile 2018 Kendrick è tornato in azione, e insieme a Gentleman Jack Gallagher ha sconfitto i jobber Kevin DeTiberus e Vinny Scalice. Nella puntata di 205 Live del 1º maggio Kendrick e Gentleman Jack Gallagher hanno sconfitto Akira Tozawa e Hideo Itami. Nella puntata di 205 Live dell'8 maggio Kendrick e Gentleman Jack Gallagher sono stati sconfitti da Gran Metalik e Lince Dorado. Nella puntata di 205 Live del 29 maggio Kendrick e Gentleman Jack Gallagher hanno sconfitto Kalisto e Lince Dorado. Nella puntata di 205 Live del 5 giugno Kendrick è stato sconfitto da Lince Dorado. Nella puntata di 205 Live del 12 giugno Kendrick, Drew Gulak e Gentleman Jack Gallagher sono stati sconfitti da Gran Metalik, Kalisto e Lince Dorado. Nella puntata di 205 Live del 26 giugno Kendrick, Drew Gulak e Gentleman Jack Gallagher hanno sconfitto i Lucha House Party (Gran Metalik, Kalisto e Lince Dorado) in un Six-man Tag Team Elimination match. Nella puntata di 205 Live del 3 ottobre Kendrick è stato attaccato da Drew Gulak e Gentleman Jack Gallagher poiché ritenuto da loro l'anello debole del trio, il che ha portato Kendrick ad effettuare un turn face salvando il suo ex-rivale Akira Tozawa due settimane dopo dall'attacco di Gulak e Gallagher. Nella puntata di 205 Live del 24 ottobre Kendrick ha sconfitto Gallagher dopo che Tozawa ha impedito a Gulak d'intervenire nel match. Nella puntata di 205 Live del 14 novembre Kendrick e Tozawa sono stati sconfitti da Gulak e Gallagher. Nella puntata di 205 Live del 19 dicembre Kendrick e Tozawa hanno sconfitto Gulak e Gallagher in uno Street Fight. Nella puntata di 205 Live del 21 maggio Kendrick ha partecipato ad un Fatal 5-Way match che includeva anche Akira Tozawa, Ariya Daivari, Mike Kanellis e Oney Lorcan per determinare il contendente nº 1 al Cruiserweight Championship di Tony Nese ma il match è stato vinto da Tozawa. Nella puntata di 205 Live del 28 maggio Kendrick è stato sconfitto da Mike Kanellis. Nella puntata di 205 Live del 18 giugno Kendrick ha sconfitto Russ Taylor. Nella puntata di 205 Live del 9 luglio Kendrick ha sconfitto Sunil Singh. Nella puntata di 205 Live del 30 luglio Kendrick e Akira Tozawa hanno sconfitto i Singh Brothers (Samir Singh e Sunil Singh). Nella puntata di 205 Live del 3 settembre Kendrick e Akira Tozawa hanno sconfitto i jobber Brandon Scott e Tyler Hastings. Nella puntata di 205 Live del 17 settembre Kendrick è stato sconfitto da Gentleman Jack Gallagher per squalifica. Nella puntata di 205 Live dell'11 ottobre Kendrick ha sconfitto Akira Tozawa in un No Disqualification match grazie all'aiuto di Mike Kanellis. Il 31 ottobre, a Crown Jewel, Kendrick ha partecipato ad una Battle Royal per determinare lo sfidante di AJ Styles per lo United States Championship più avanti nella serata ma è stato eliminato da Luke Harper. Nella puntata di 205 Live dell'8 novembre Kendrick è stato sconfitto da Mansoor. Nella puntata di NXT UK del 23 gennaio 2020 Kendrick è stato sconfitto da Travis Banks in un match valevole per l'opportunità di inserirsi in un Fatal 4-Way match per l'NXT Cruiserweight Championship. Nella puntata di 205 Live del 24 gennaio Kendrick ha sconfitto Danny Burch. Nella puntata di 205 Live del 31 gennaio Kendrick è stato sconfitto da Burch per squalifica. Nella puntata di 205 Live del 7 febbraio Kendrick e Ariya Daivari hanno sconfitto Danny Burch e Oney Lorcan per squalifica. Nella puntata di 205 Live del 14 febbraio Kendrick e Ariya Daivari sono stati sconfitti da Mike Kanellis e Tony Nese. Nella puntata di NXT UK del 27 febbraio Kendrick è stato sconfitto da A-Kid.
Nella puntata di NXT 2.0 del 14 dicembre Kendrick venne attaccato da Harland su ordine di Joe Gacy, venendo lanciato dalle scale (kayfabe). Successivamente, venne annunciato un match tra lo stesso Kendrick e Harland ma ciò non avvenne.
Il 25 gennaio chiese alla WWE di essere liberato dal suo contratto e sei giorni dopo è stato accontentato.

## Controversie
Il 1º febbraio 2022 venne annunciato che Kendrick avrebbe debuttato nella All Elite Wrestling il 2 febbraio contro Jon Moxley a Dynamite. Nel giorno del debutto furono pubblicati attraverso Twitter dei video risalenti a dieci anni prima, in cui Kendrick rilasciava commenti antisemiti e teorie cospirazionistiche ritenute "inaccettabili" dal presidente della All Elite Wrestling Tony Khan, che cancellò il suo match, nonostante le scuse del wrestler, in attesa di ulteriori informazioni sull'accaduto.

## Personaggio

### Mosse finali
- Bully Choke/Captain's Hook (Grounde reverse chinlock, a volte preceduta da una Inverted headlock takeover) – 2016–2022
- Cobra clutch con bodyscissors – 2010
- Sliced Bread #2 (Shiranui, a volte in versione Spinning o Standing)

### Soprannomi
- "The Man With a Plan"
- "The Post-Apocalyptic Scavenger"
- "The Wizard of Odd"

### Manager
- Ashley Massaro
- Ezekiel Jackson

### Musiche d'ingresso
- Shine dei The Dirty Heads (FWE)
- Man With a Plan di Chris Goulstone e Nick Walker (WWE)
- Sweet Talk di Kito feat. Reija Lee (NJPW)
- Make Em' Say di King Keleze (ROH)
- Danger! High Voltage di Electric Six (ROH)
- Quality Control di Jurassic 5 (ROH)

## Titoli e riconoscimenti
- DDT Pro-Wrestling

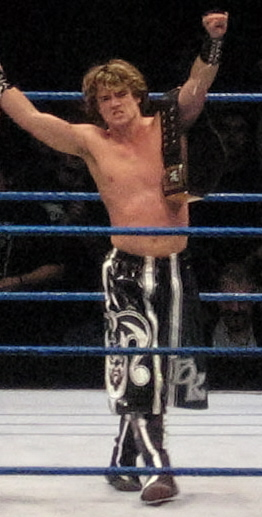
Brian Kendrick con il WWE Tag Team Championship, titolo che ha detenuto una volta con Paul London

  - Ironman Heavymetalweight Championship (1)
- Full Impact Pro
  - FIP Tag Team Championship (1) – con Sal Rinauro
  - Florida Rumble (2004)
- Insane Championship Wrestling
  - ICW Tag Team Championship (1) – con Paul London
- Los Angeles Wrestling
  - LAW Heavyweight Championship (1)
- Memphis Championship Wrestling
  - MCW Southern Light Heavyweight Championship (3)
  - MCW Southern Tag Team Championship (1) – con The American Dragon
- Pro Wrestling Illustrated
  - Tag Team of the Year (2007) - con Paul London
  - 43º tra i 500 migliori wrestler singoli nella PWI 500 (2003)
- Pro Wrestling ZERO1
  - NWA International Lightweight Tag Team Championship (2) – con Low Ki (1) e Kaz Hayashi (1)
  - NWA/UPW/ZERO-ONE International Junior Heavyweight Championship (1)
  - Zero1-Max United States Openweight Championship (1)
- Santino Bros. Wrestling
  - SBW Championship (2)
- Steeltown Pro Wrestling
  - SPW Provincial Championship (1)
- Texas Wrestling Alliance
  - TWA Television Championship (1)
  - TWA Tag Team Championship (1) – con American Dragon
- Total Nonstop Action Wrestling
  - TNA X Division Championship (1)
- WWE
  - World Tag Team Championship (1) – con Paul London
  - WWE Cruiserweight Championship (1)
  - WWE Tag Team Championship (1) – con Paul London